# Trofeo Serra de Tramontana 2015
La 23e édition du Trofeo Serra de Tramontana a eu lieu le 31 janvier 2015. La course fait partie du calendrier UCI Europe Tour 2015 en catégorie 1.1.
L'épreuve a été remportée par l'Espagnol Alejandro Valverde (Movistar) qui s'impose en solitaire respectivement avec 1 min 23 s d'avance sur le Belge Tim Wellens (Lotto-Soudal) et 1 min 33 s sur le Tchèque Leopold König (Sky).
Pour les autres classements, Valverde remporte ceux de la montagne et du combiné, son coéquipier et compatriote Javier Moreno s'impose sur celui des sprints spéciaux tandis qu'un autre Belge Bart De Clercq (Lotto-Soudal) s'adjuge le classement des Metas Volantes. Aucun coureur baléare n'arrive à l'arrivée donc le prix n'est pas remis alors que la formation espagnole Movistar gagne le classement par équipes.

## Présentation

### Parcours

Parcours de la course
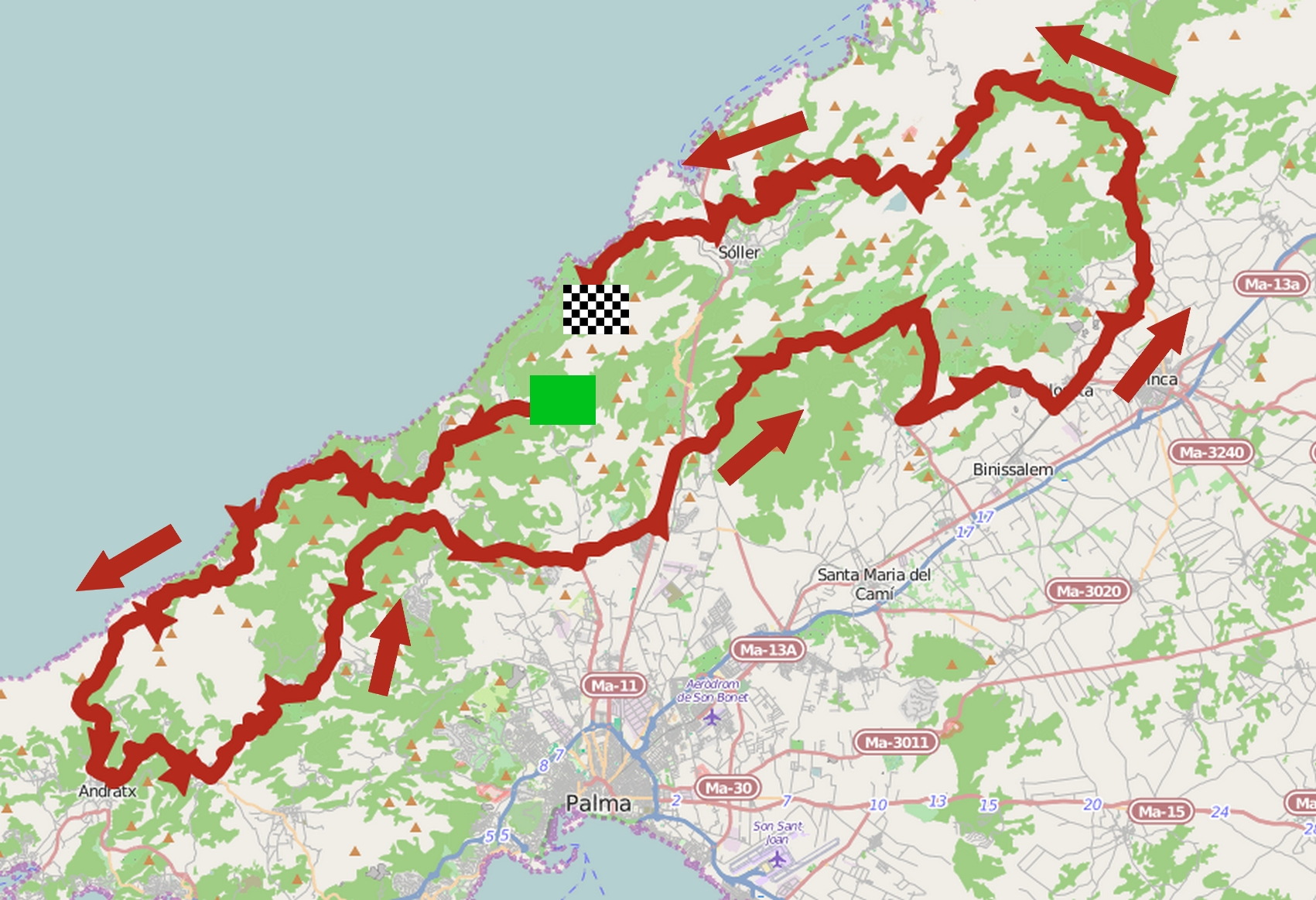
Trofeo Serra de Tramuntana.
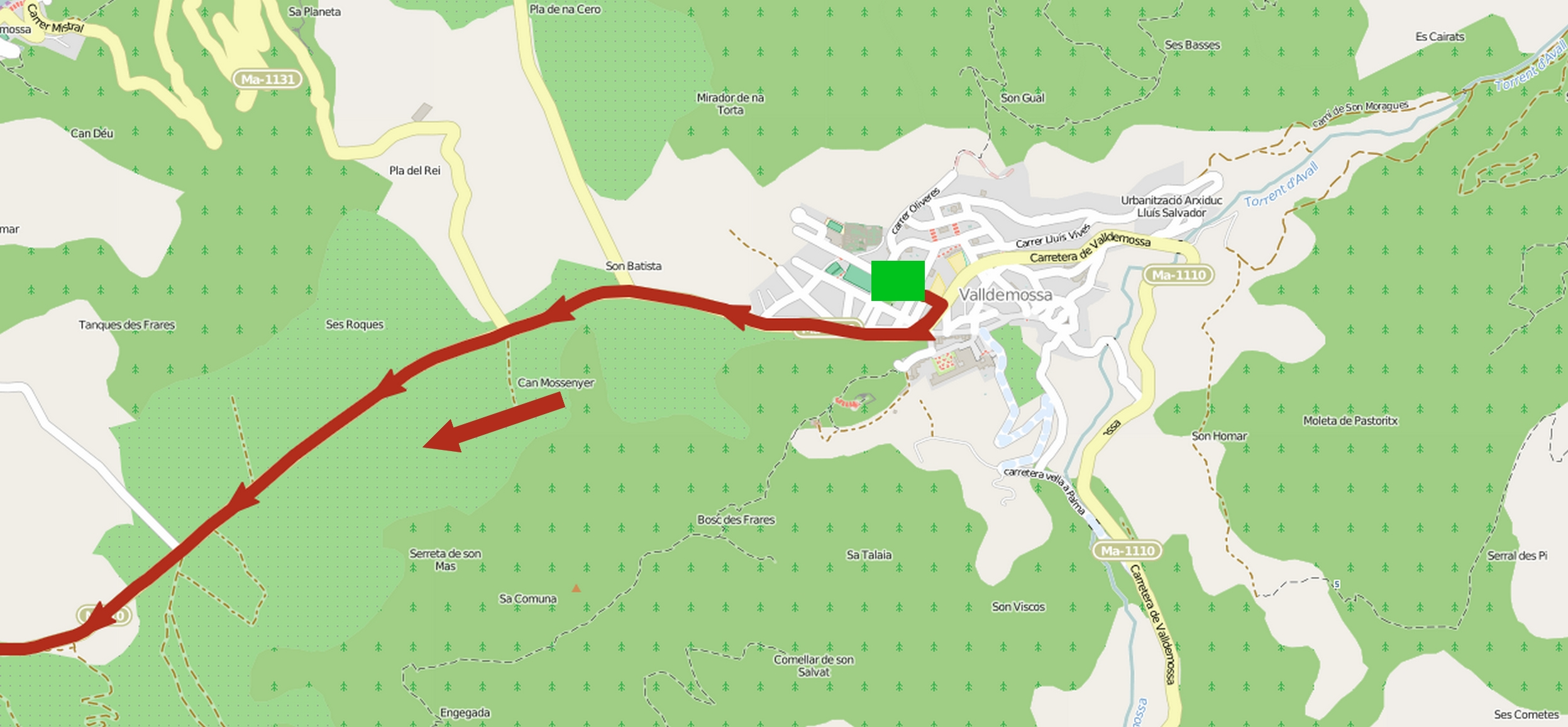
Zone du départ.
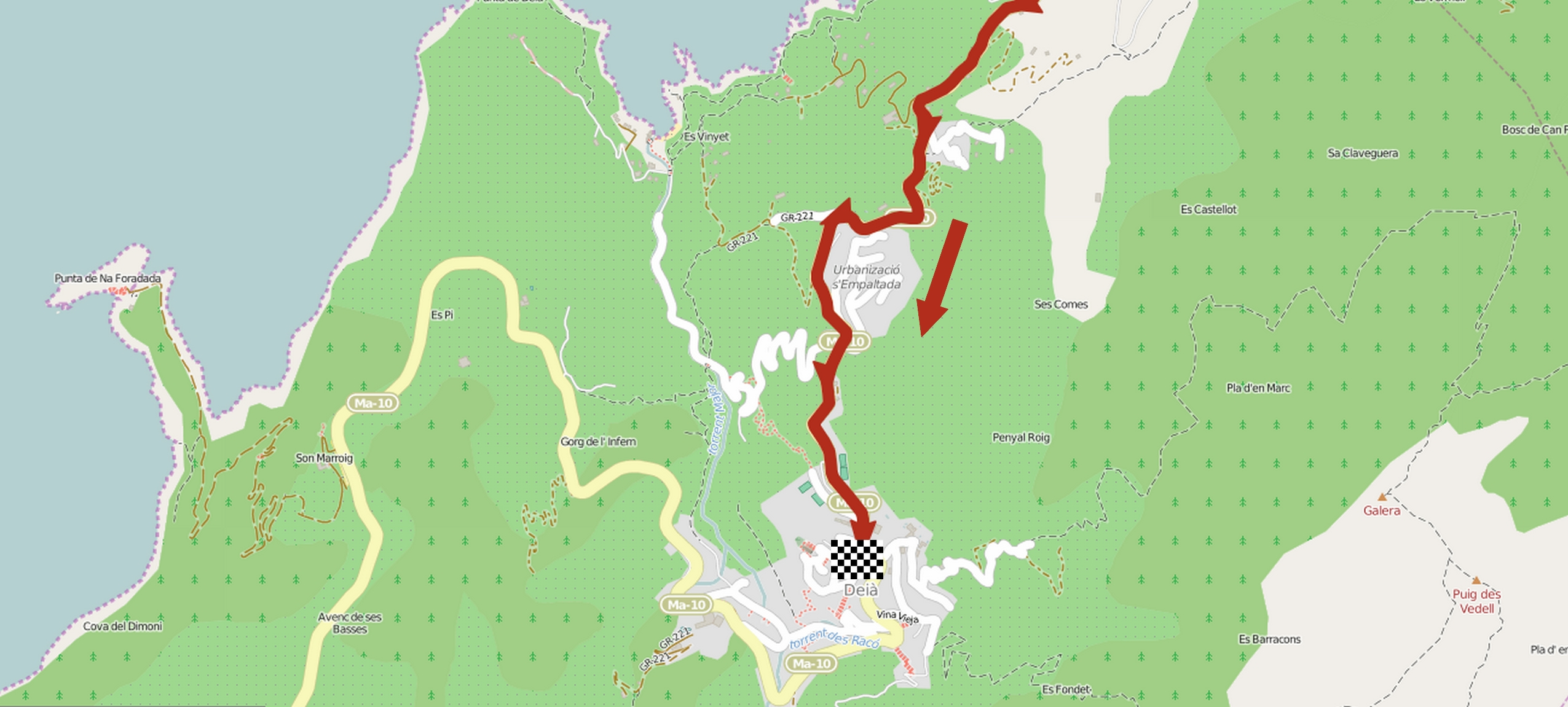
Zone de l'arrivée.

### Équipes
Classé en catégorie 1.1 de l'UCI Europe Tour, le Trofeo Serra de Tramontana est par conséquent ouvert aux WorldTeams dans la limite de 50 % des équipes participantes, aux équipes continentales professionnelles, aux équipes continentales et aux équipes nationales.
Vingt-deux équipes participent à ce Trofeo Serra de Tramontana - six WorldTeams, huit équipes continentales professionnelles, cinq équipes continentales et trois équipes nationales :
| UCI WorldTeams      | UCI WorldTeams | UCI WorldTeams |
| Nom de l'équipe     | Pays           | Code           |
| ------------------- | -------------- | -------------- |
| Cannondale-Garmin   | États-Unis     | TCG            |
| IAM                 | Suisse         | IAM            |
| Lotto-Soudal        | Belgique       | LTS            |
| Movistar            | Espagne        | MOV            |
| Sky                 | Royaume-Uni    | SKY            |
| Trek Factory Racing | États-Unis     | TFR            |

| Équipes continentales professionnelles | Équipes continentales professionnelles | Équipes continentales professionnelles |
| Nom de l'équipe                        | Pays                                   | Code                                   |
| -------------------------------------- | -------------------------------------- | -------------------------------------- |
| Bora-Argon 18                          | Allemagne                              | BOA                                    |
| Caja Rural-Seguros RGA                 | Espagne                                | CJR                                    |
| CCC Sprandi Polkowice                  | Pologne                                | CCC                                    |
| Cofidis                                | France                                 | COF                                    |
| Cult Energy                            | Danemark                               | CLT                                    |
| Europcar                               | France                                 | EUC                                    |
| MTN-Qhubeka                            | Afrique du Sud                         | MTN                                    |
| Roompot                                | Pays-Bas                               | ROO                                    |

| Équipes continentales | Équipes continentales | Équipes continentales |
| Nom de l'équipe       | Pays                  | Code                  |
| --------------------- | --------------------- | --------------------- |
| ActiveJet             | Pologne               | AJT                   |
| Burgos BH             | Espagne               | BUR                   |
| Frøy Oslo             | Norvège               | FRB                   |
| Murias Taldea         | Espagne               | MUR                   |
| Roth-Škoda            | Suisse                | ROT                   |

| Équipes nationales              | Équipes nationales | Équipes nationales |
| Nom de l'équipe                 | Pays               | Code               |
| ------------------------------- | ------------------ | ------------------ |
| Équipe nationale d'Espagne      | Espagne            | ESP                |
| Équipe nationale du Royaume-Uni | Royaume-Uni        | GBR                |
| Équipe nationale de Russie      | Russie             | RUS                |

## Récit de la course
Le Trofeo Serra de Tramontana, troisième course du Challenge de Majorque, a été remporté par l'Espagnol Alejandro Valverde (Movistar) qui a parcouru les 165,7 kilomètres entre Valldemossa et Deià en 4 h 34 min 29 s, soit à une vitesse moyenne de 36,221 km/h. Il est suivi à 1 min 23 s par le Belge Tim Wellens (Lotto-Soudal) et à 1 min 33 s par le Tchèque Leopold König (Sky). Sur les 173 coureurs qui ont pris le départ, 46 franchissent la ligne d'arrivée, dix sont arrivés hors délais et 117 ont abandonné. Le dernier est le Français Maxime Méderel (Europcar), arrivé à 21 min 12 s, avec un autre coureur.

## Classements

### Classement final
| Classement final | Classement final   | Classement final | Classement final      | Classement final   |
|                  | Coureur            | Pays             | Équipe                | Temps              |
| ---------------- | ------------------ | ---------------- | --------------------- | ------------------ |
| 1er              | Alejandro Valverde | Espagne          | Movistar              | en 4 h 34 min 29 s |
| 2e               | Tim Wellens        | Belgique         | Lotto-Soudal          | + 1 min 23 s       |
| 3e               | Leopold König      | Tchéquie         | Sky                   | + 1 min 33 s       |
| 4e               | José Joaquín Rojas | Espagne          | Movistar              | + 2 min 10 s       |
| 5e               | Marc de Maar       | Pays-Bas         | Roompot               | + 2 min 10 s       |
| 6e               | Giovanni Visconti  | Italie           | Movistar              | + 2 min 53 s       |
| 7e               | Grega Bole         | Slovénie         | CCC Sprandi Polkowice | + 2 min 53 s       |
| 8e               | Tiesj Benoot       | Belgique         | Lotto-Soudal          | + 2 min 53 s       |
| 9e               | Fränk Schleck      | Luxembourg       | Trek Factory Racing   | + 2 min 53 s       |
| 10e              | Merhawi Kudus      | Érythrée         | MTN-Qhubeka           | + 2 min 53 s       |
| modifier         |                    |                  |                       |                    |

### Classements annexes
| Classement par équipes | Classement par équipes | Classement par équipes | Classement par équipes |
|                        | Équipe                 | Pays                   | Temps                  |
| ---------------------- | ---------------------- | ---------------------- | ---------------------- |
| 1re                    | Movistar               | Espagne                | en 13 h 48 min 30 s    |
| 2e                     | Lotto-Soudal           | Belgique               | + 7 min 32 s           |
| 3e                     | Cannondale-Garmin      | États-Unis             | + 9 min 59 s           |
| modifier               |                        |                        |                        |

| Classement de la montagne | Classement de la montagne | Classement de la montagne | Classement de la montagne | Classement de la montagne |
| ------------------------- | ------------------------- | ------------------------- | ------------------------- | ------------------------- |
|                           | Coureur                   | Pays                      | Équipe                    | Point(s)                  |
| 1er                       | Alejandro Valverde        | Espagne                   | Movistar                  | 28 points                 |
| 2e                        | Maciej Paterski           | Pologne                   | CCC Sprandi Polkowice     | 13 pts                    |
| 3e                        | Tim Wellens               | Belgique                  | Lotto-Soudal              | 9 pts                     |
| modifier                  |                           |                           |                           |                           |

| Classement des Metas Volantes | Classement des Metas Volantes | Classement des Metas Volantes | Classement des Metas Volantes | Classement des Metas Volantes |
| ----------------------------- | ----------------------------- | ----------------------------- | ----------------------------- | ----------------------------- |
|                               | Coureur                       | Pays                          | Équipe                        | Point(s)                      |
| 1er                           | Bart De Clercq                | Belgique                      | Lotto-Soudal                  | 2 points                      |
| modifier                      |                               |                               |                               |                               |

| Classement des sprints spéciaux | Classement des sprints spéciaux | Classement des sprints spéciaux | Classement des sprints spéciaux | Classement des sprints spéciaux |
| ------------------------------- | ------------------------------- | ------------------------------- | ------------------------------- | ------------------------------- |
|                                 | Coureur                         | Pays                            | Équipe                          | Point(s)                        |
| 1er                             | Javier Moreno                   | Espagne                         | Movistar                        | 3 points                        |
| 2e                              | Alejandro Valverde              | Espagne                         | Movistar                        | 2 pts                           |
| 3e                              | Jesús Herrada                   | Espagne                         | Movistar                        | 1 pt                            |
| modifier                        |                                 |                                 |                                 |                                 |

| \| Classement du combiné[1] \| Classement du combiné[1] \| Classement du combiné[1] \| Classement du combiné[1] \| Classement du combiné[1] \| \| ------------------------ \| ------------------------ \| ------------------------ \| ------------------------ \| ------------------------ \| \| \| Coureur \| Pays \| Équipe \| Point(s) \| \| 1er \| Alejandro Valverde \| Espagne \| Movistar \| 4 points \| \| 2e \| Bart De Clercq \| Belgique \| Lotto-Soudal \| 37 pts \| \| 3e \| Javier Moreno \| Espagne \| Movistar \| 42 pts \| \| modifier \| \| \| \| \| | Aucun coureur baléare classé |          |              |          |
| Classement du combiné |                              |          |              |          |
| | Coureur                      | Pays     | Équipe       | Point(s) |
| 1er | Alejandro Valverde           | Espagne  | Movistar     | 4 points |
| 2e | Bart De Clercq               | Belgique | Lotto-Soudal | 37 pts   |
| 3e | Javier Moreno                | Espagne  | Movistar     | 42 pts   |
| modifier |                              |          |              |          |

### UCI Europe Tour
Ce Trofeo Serra de Tramontana attribue des points pour l'UCI Europe Tour 2015, par équipes seulement aux coureurs des équipes continentales professionnelles et continentales, individuellement à tous les coureurs sauf ceux faisant partie d'une équipe ayant un label WorldTeam.
| Position,          | 1er | 2e | 3e | 4e | 5e | 6e | 7e | 8e | 9e | 10e | 11e | 12e |
| Classement général | 80  | 56 | 32 | 24 | 20 | 16 | 12 | 8  | 7  | 6   | 5   | 3   |

Ainsi, Marc de Maar (11e) remporte vingt points, Grega Bole (7e) douze points, Merhawi Kudus (10e) six points et Egoitz García (12e) trois points. Alejandro Valverde (1er), Tim Wellens (2e), Leopold König (3e), José Joaquín Rojas (4e), Giovanni Visconti (6e), Tiesj Benoot (8e), Fränk Schleck (9e) et Davide Formolo (11e) ne remportent pas de points car ils font partie d'équipes WorldTeams.

## Liste des participants
- Liste de départ complète

| Légende | Légende                                                                    | Légende | Légende                                                    |
| ------- | -------------------------------------------------------------------------- | ------- | ---------------------------------------------------------- |
| Num     | Dossard de départ porté par le coureur sur ce Trofeo Serra de Tramontana   | Pos     | Position à l'arrivée de la course                          |
|         | Indique un maillot de champion national ou mondial, suivi de sa spécialité | NP      | Indique un coureur qui n'a pas pris le départ de la course |
| AB      | Indique un coureur qui n'a pas terminé la course                           | HD      | Indique un coureur qui a terminé la course hors des délais |

| Movistar MOV                                   | Movistar MOV             | Movistar MOV |
| ---------------------------------------------- | ------------------------ | ------------ |
| Num                                            | Coureur                  | Pos          |
| 1                                              | Alejandro Valverde (ESP) | 1er          |
| 2                                              | José Joaquín Rojas (ESP) | 4e           |
| 3                                              | Francisco Ventoso (ESP)  | AB           |
| 6                                              | Giovanni Visconti (ITA)  | 6e           |
| 7                                              | John Gadret (FRA)        | AB           |
| 8                                              | Jesús Herrada (ESP)      | 40e          |
| 11                                             | Javier Moreno (ESP)      | 36e          |
| 12                                             | Rory Sutherland (AUS)    | AB           |
| Directeur sportif : José Vicente García Acosta |                          |              |

| Sky SKY                           | Sky SKY                   | Sky SKY |
| --------------------------------- | ------------------------- | ------- |
| Num                               | Coureur                   | Pos     |
| 15                                | Ian Boswell (USA)         | AB      |
| 16                                | Philip Deignan (IRL)      | 41e     |
| 17                                | Bernhard Eisel (AUT)      | AB      |
| 19                                | Vasil Kiryienka (BLR)     | AB      |
| 21                                | Leopold König (CZE)       | 3e      |
| 23                                | Danny Pate (USA)          | 42e     |
| 25                                | Kanstantsin Siutsou (BLR) | AB      |
| 28                                | Xabier Zandio (ESP)       | AB      |
| Directeur sportif : Gabriel Rasch |                           |         |

| Lotto-Soudal LTS                | Lotto-Soudal LTS       | Lotto-Soudal LTS |
| ------------------------------- | ---------------------- | ---------------- |
| Num                             | Coureur                | Pos              |
| 31                              | Tiesj Benoot (BEL)     | 8e               |
| 33                              | Stig Broeckx (BEL)     | 28e              |
| 37                              | Dennis Vanendert (BEL) | 22e              |
| 38                              | Jelle Vanendert (BEL)  | AB               |
| 39                              | Louis Vervaeke (BEL)   | AB               |
| 40                              | Tim Wellens (BEL)      | 2e               |
| 41                              | Bart De Clercq (BEL)   | 26e              |
| -                               |                        |                  |
| Directeur sportif : Bart Leysen |                        |                  |

| IAM                                    | IAM                     | IAM |
| -------------------------------------- | ----------------------- | --- |
| Num                                    | Coureur                 | Pos |
| 44                                     | Jérôme Coppel (FRA)     | HD  |
| 45                                     | Thomas Degand (BEL)     | AB  |
| 46                                     | Clément Chevrier (FRA)  | AB  |
| 48                                     | Jonathan Fumeaux (SUI)  | AB  |
| 50                                     | Pirmin Lang (SUI)       | AB  |
| 55                                     | Patrick Schelling (SUI) | 25e |
| 56                                     | Lawrence Warbasse (USA) | AB  |
| 57                                     | Marcel Wyss (SUI)       | 27e |
| Directeur sportif : Rubens Bertogliati |                         |     |

| Cannondale-Garmin TCG            | Cannondale-Garmin TCG             | Cannondale-Garmin TCG |
| -------------------------------- | --------------------------------- | --------------------- |
| Num                              | Coureur                           | Pos                   |
| 60                               | Alberto Bettiol (ITA)             | HD                    |
| 61                               | André Cardoso (POR)               | 23e                   |
| 62                               | Davide Formolo (ITA)              | 11e                   |
| 63                               | Kristjan Koren (SLO)              | 13e                   |
| 64                               | Sebastian Langeveld (NED) (Route) | AB                    |
| 66                               | Matej Mohorič (SLO)               | 32e                   |
| 67                               | Ramūnas Navardauskas (LTU)        | AB                    |
| 68                               | Kristoffer Skjerping (NOR)        | 39e                   |
| Directeur sportif : Johnny Weltz |                                   |                       |

| Trek Factory Racing TFR           | Trek Factory Racing TFR     | Trek Factory Racing TFR |
| --------------------------------- | --------------------------- | ----------------------- |
| Num                               | Coureur                     | Pos                     |
| 72                                | Fabian Cancellara (SUI)     | AB                      |
| 73                                | Fränk Schleck (LUX) (Route) | 9e                      |
| 74                                | Haimar Zubeldia (ESP)       | 33e                     |
| 75                                | Fumiyuki Beppu (JPN)        | AB                      |
| 76                                | Matthew Busche (USA)        | AB                      |
| 78                                | Fabio Felline (ITA)         | 15e                     |
| 80                                | Bauke Mollema (NED)         | AB                      |
| 84                                | Fábio Silvestre (POR)       | AB                      |
| Directeur sportif : Adriano Baffi |                             |                         |

| Europcar EUC                        | Europcar EUC           | Europcar EUC |
| ----------------------------------- | ---------------------- | ------------ |
| Num                                 | Coureur                | Pos          |
| 91                                  | Tony Hurel (FRA)       | AB           |
| 92                                  | Vincent Jérôme (FRA)   | 38e          |
| 93                                  | Morgan Lamoisson (FRA) | HD           |
| 94                                  | Yannick Martinez (FRA) | AB           |
| 95                                  | Maxime Méderel (FRA)   | 46e          |
| 96                                  | Julien Morice (FRA)    | AB           |
| 97                                  | Perrig Quéméneur (FRA) | AB           |
| 98                                  | Angélo Tulik (FRA)     | 18e          |
| Directeur sportif : Andy Flickinger |                        |              |

| Cofidis COF                       | Cofidis COF          | Cofidis COF |
| --------------------------------- | -------------------- | ----------- |
| Num                               | Coureur              | Pos         |
| 101                               | Yoann Bagot (FRA)    | AB          |
| 102                               | Loïc Chetout (FRA)   | AB          |
| 103                               | Nicolas Edet (FRA)   | AB          |
| 105                               | Louis Verhelst (BEL) | AB          |
| 110                               | Romain Hardy (FRA)   | HD          |
| 111                               | Adrien Petit (FRA)   | AB          |
| -                                 |                      |             |
| -                                 |                      |             |
| Directeur sportif : Stéphane Augé |                      |             |

| Roompot ROO                              | Roompot ROO               | Roompot ROO |
| ---------------------------------------- | ------------------------- | ----------- |
| Num                                      | Coureur                   | Pos         |
| 114                                      | Marc de Maar (NED)        | 5e          |
| 117                                      | Huub Duyn (NED)           | AB          |
| 118                                      | Maurits Lammertink (NED)  | AB          |
| 119                                      | Sjoerd van Ginneken (NED) | AB          |
| 120                                      | Berden de Vries (NED)     | AB          |
| 121                                      | Jesper Asselman (NED)     | HD          |
| 122                                      | Etienne van Empel (NED)   | AB          |
| 123                                      | Mike Terpstra (NED)       | 16e         |
| Directeur sportif : Jean-Paul van Poppel |                           |             |

| Caja Rural-Seguros RGA CJR                | Caja Rural-Seguros RGA CJR | Caja Rural-Seguros RGA CJR |
| ----------------------------------------- | -------------------------- | -------------------------- |
| Num                                       | Coureur                    | Pos                        |
| 125                                       | Lluís Mas (ESP)            | AB                         |
| 126                                       | David Arroyo (ESP)         | 44e                        |
| 127                                       | Sergio Pardilla (ESP)      | AB                         |
| 130                                       | Ricardo Vilela (POR)       | AB                         |
| 131                                       | Eduard Prades (ESP)        | 43e                        |
| 132                                       | Heiner Parra (COL)         | AB                         |
| 133                                       | Antonio Molina (ESP)       | 17e                        |
| 134                                       | Hugh Carthy (GBR)          | AB                         |
| Directeur sportif : José Miguel Fernández |                            |                            |

| Bora-Argon 18 BOA                    | Bora-Argon 18 BOA         | Bora-Argon 18 BOA |
| ------------------------------------ | ------------------------- | ----------------- |
| Num                                  | Coureur                   | Pos               |
| 142                                  | Cesare Benedetti (ITA)    | AB                |
| 144                                  | Emanuel Buchmann (GER)    | 24e               |
| 146                                  | Patrick Konrad (AUT)      | 31e               |
| 148                                  | José Mendes (POR)         | 30e               |
| 149                                  | Christoph Pfingsten (GER) | 20e               |
| 153                                  | Cristiano Salerno (ITA)   | AB                |
| 154                                  | Björn Thurau (GER)        | 45e               |
| 156                                  | Paul Voss (GER)           | HD                |
| Directeur sportif : Enrico Poitschke |                           |                   |

| CCC Sprandi Polkowice CCC         | CCC Sprandi Polkowice CCC | CCC Sprandi Polkowice CCC |
| --------------------------------- | ------------------------- | ------------------------- |
| Num                               | Coureur                   | Pos                       |
| 158                               | Grega Bole (SLO)          | 7e                        |
| 159                               | Sylwester Szmyd (POL)     | AB                        |
| 162                               | Maciej Paterski (POL)     | 14e                       |
| 164                               | Łukasz Owsian (POL)       | 29e                       |
| 165                               | Adrian Kurek (POL)        | AB                        |
| 166                               | Jarosław Marycz (POL)     | AB                        |
| 167                               | Jan Hirt (CZE)            | AB                        |
| 173                               | Leszek Pluciński (POL)    | AB                        |
| Directeur sportif : Piotr Wadecki |                           |                           |

| MTN-Qhubeka MTN                    | MTN-Qhubeka MTN            | MTN-Qhubeka MTN |
| ---------------------------------- | -------------------------- | --------------- |
| Num                                | Coureur                    | Pos             |
| 178                                | Daniel Teklehaimanot (ERI) | AB              |
| 185                                | Kristian Sbaragli (ITA)    | AB              |
| 188                                | Johann van Zyl (RSA)       | 37e             |
| 189                                | Jacobus Venter (RSA)       | HD              |
| 190                                | Natnael Berhane (ERI)      | HD              |
| 191                                | Steve Cummings (GBR)       | AB              |
| 193                                | Adrien Niyonshuti (RWA)    | AB              |
| 194                                | Merhawi Kudus (ERI)        | 10e             |
| Directeur sportif : Alex Sans Vega |                            |                 |

| Cult Energy CLT                    | Cult Energy CLT         | Cult Energy CLT |
| ---------------------------------- | ----------------------- | --------------- |
| Num                                | Coureur                 | Pos             |
| 195                                | Linus Gerdemann (GER)   | HD              |
| 196                                | Fabian Wegmann (GER)    | 19e             |
| 198                                | Gustav Larsson (SWE)    | AB              |
| 199                                | Rasmus Guldhammer (DEN) | AB              |
| 200                                | Romain Lemarchand (FRA) | AB              |
| 202                                | Michael Reihs (DEN)     | AB              |
| 206                                | Alex Kirsch (LUX)       | AB              |
| 207                                | Christian Mager (GER)   | AB              |
| Directeur sportif : Michael Skelde |                         |                 |

| Roth-Škoda ROT                       | Roth-Škoda ROT                    | Roth-Škoda ROT |
| ------------------------------------ | --------------------------------- | -------------- |
| Num                                  | Coureur                           | Pos            |
| 212                                  | Miloš Borisavljević (SRB) (Route) | AB             |
| 215                                  | Nico Brüngger (SUI)               | AB             |
| 217                                  | Ricardo Creel (USA)               | AB             |
| 219                                  | Yannick Eckmann (USA)             | AB             |
| 224                                  | Colin Stüssi (SUI)                | AB             |
| 225                                  | Temesgen Teklehaimanot (ERI)      | AB             |
| 226                                  | Roland Thalmann (SUI)             | AB             |
| 228                                  | Andrea Vaccher (ITA)              | AB             |
| Directeur sportif : Mirco Lorenzetto |                                   |                |

| ActiveJet AJT                     | ActiveJet AJT              | ActiveJet AJT |
| --------------------------------- | -------------------------- | ------------- |
| Num                               | Coureur                    | Pos           |
| 231                               | Mario González Salas (ESP) | AB            |
| 232                               | Jesús Ezquerra (ESP)       | AB            |
| 233                               | Łukasz Bodnar (POL)        | AB            |
| 234                               | Michał Podlaski (POL)      | AB            |
| 235                               | Konrad Dąbkowski (POL)     | AB            |
| 236                               | Paweł Brylowski (POL)      | AB            |
| 238                               | Paweł Bernas (POL)         | 21e           |
| 241                               | Tomasz Mickiewicz (POL)    | AB            |
| Directeur sportif : Piotr Kosmala |                            |               |

| Burgos BH BUR                     | Burgos BH BUR             | Burgos BH BUR |
| --------------------------------- | ------------------------- | ------------- |
| Num                               | Coureur                   | Pos           |
| 243                               | David Belda (ESP)         | AB            |
| 244                               | Juan Carlos Riutort (ESP) | AB            |
| 245                               | Víctor Martín (ESP)       | AB            |
| 247                               | Jesús del Pino (ESP)      | 34e           |
| 248                               | Ander Arranz (ESP)        | AB            |
| 251                               | Ibai Salas (ESP)          | AB            |
| 252                               | Igor Merino (ESP)         | AB            |
| 253                               | Sebastián Mascaro (ESP)   | AB            |
| Directeur sportif : Diego Gallego |                           |               |

| Frøy Oslo FRB                          | Frøy Oslo FRB              | Frøy Oslo FRB |
| -------------------------------------- | -------------------------- | ------------- |
| Num                                    | Coureur                    | Pos           |
| 254                                    | Damien Garcia (FRA)        | HD            |
| 255                                    | Oddbjørn Andersen (NOR)    | AB            |
| 258                                    | Jon Sæverås Breivold (NOR) | AB            |
| 259                                    | Kristian Forbord (NOR)     | AB            |
| 261                                    | Anders Kristoffersen (NOR) | AB            |
| 262                                    | Nikolai Tefre (NOR)        | AB            |
| 263                                    | Anders Røe (NOR)           | AB            |
| 264                                    | Anders Oddli (NOR)         | AB            |
| Directeur sportif : Carl Erik Pedersen |                            |               |

| Murias Taldea MUR                 | Murias Taldea MUR        | Murias Taldea MUR |
| --------------------------------- | ------------------------ | ----------------- |
| Num                               | Coureur                  | Pos               |
| 266                               | Egoitz García (ESP)      | 12e               |
| 267                               | Garikoitz Bravo (ESP)    | AB                |
| 268                               | Beñat Txoperena (ESP)    | AB                |
| 270                               | Jon Ander Insausti (ESP) | AB                |
| 271                               | Aritz Bagües (ESP)       | AB                |
| 272                               | Unai Intziarte (ESP)     | AB                |
| 273                               | Mikel Bizkarra (ESP)     | AB                |
| 274                               | Imanol Estévez (ESP)     | AB                |
| Directeur sportif : Jon Odriozola |                          |                   |

| Équipe nationale du Royaume-Uni GBR | Équipe nationale du Royaume-Uni GBR | Équipe nationale du Royaume-Uni GBR |
| ----------------------------------- | ----------------------------------- | ----------------------------------- |
| Num                                 | Coureur                             | Pos                                 |
| 282                                 | Owain Doull (GBR)                   | AB                                  |
| 284                                 | Mark Christian (GBR)                | AB                                  |
| 287                                 | Germain Burton (GBR)                | AB                                  |
| 289                                 | Matthew Gibson (GBR)                | AB                                  |
| 291                                 | Christopher Latham (GBR)            | AB                                  |
| 293                                 | Mark Stewart (GBR)                  | AB                                  |
| 294                                 | Oliver Wood (GBR)                   | AB                                  |
| 296                                 | Daniel Patten (GBR)                 | AB                                  |
| Directeur sportif : Chris Newton    |                                     |                                     |

| Équipe nationale de Russie RUS    | Équipe nationale de Russie RUS | Équipe nationale de Russie RUS |
| --------------------------------- | ------------------------------ | ------------------------------ |
| Num                               | Coureur                        | Pos                            |
| 298                               | Artur Ershov (RUS)             | AB                             |
| 299                               | Alexander Serov (RUS)          | AB                             |
| 300                               | Ivan Kovalev (RUS)             | AB                             |
| 302                               | Ievgueni Kovalev (RUS)         | AB                             |
| 305                               | Petr Ignatenko (RUS)           | AB                             |
| 307                               | Alexander Rybakov (RUS)        | AB                             |
| 308                               | Alexander Foliforov (RUS)      | AB                             |
| 309                               | Kirill Pozdnyakov (RUS)        | AB                             |
| Directeur sportif : Alexei Markov |                                |                                |

| Équipe nationale d'Espagne ESP     | Équipe nationale d'Espagne ESP | Équipe nationale d'Espagne ESP |
| ---------------------------------- | ------------------------------ | ------------------------------ |
| Num                                | Coureur                        | Pos                            |
| 312                                | Vicente Pastor (ESP)           | AB                             |
| 314                                | Julio Amores (ESP)             | AB                             |
| 315                                | Unai Elorriaga (ESP)           | AB                             |
| 316                                | Marcos Jurado (ESP)            | 35e                            |
| 318                                | Sebastián Mora (ESP)           | AB                             |
| 320                                | Illart Zuazubiskar (ESP)       | AB                             |
| 321                                | Albert Torres (ESP)            | AB                             |
| 322                                | Ruben Sánchez (ESP)            | AB                             |
| Directeur sportif : Salvador Melià |                                |                                |